# Гаррі Блекстафф
Гаррі Блекстафф (англ. Harry Blackstaffe, 28 липня 1868 — 22 серпня 1951) — британський академічний веслувальник.
Олімпійський чемпіон 1908 року в одиночці.